# Lynch (serial telewizyjny)
Lynch – kolumbijski serial telewizyjny.

## Obsada

### Pierwszoplanowa
- Natalia Oreiro – Isabel Reyes alias Mariana
- Jorge Perugorría – Jerónimo Lynch
- Alejandro Calva – Javier Buendía
- Tatán Ramírez – Leonardo Lynch Reyes
- Marcela Carvajal – major Ángela Fernández de Triana

### Drugoplanowa
- Jorge Monterrosa – Frank
- Paula Castaño – Sara

### Epizodyczna
- Juan Alfonso Baptista – Muñoz (odc. 1.01-1.02)
- Christian Meier – Emilio Triana (odc. 1.01-1.02)
- Silvia de Dios – Liliana Barrera (odc. 1.01)
- Margálida Castro – pani Barrera, matka Magdaleny (odc. 1.01)
- Rafael Uribe – Matón (odc. 1.01)
- Xiomara García – Magdalena Barrera (odc. 1.01)
- Herbert King – Tobón (odc. 1.02)
- Carla Giraldo – Lissette Blandón (odc. 1.02-1.03)
- Luis Fernando Bohórquez – porucznik Ochoa (odc. 1.02-1.04)
- María Fernanda Yepes – Florencia Villalonga (odc. 1.03)
- Jesús Ochoa – Julio Villalonga "Tren" (odc. 1.03)
- Jean Paul Leroux – doktor Federico Sanz (odc. 1.03, 1.05)
- Gustavo Corredor – pułkownik Fernández (odc. 1.03-1.05)
- Rafael Bohórquez – Manuel Lynch (odc. 1.03)
- Mara Echeverry – Beatriz Fernández (odc. 1.03)
- Damián Alcázar – Eduardo Zúñiga (odc. 1.03-1.04)
- Mario Ruíz – Danilo Paz (odc. 1.04)
- Katia del Pino – Ximena (odc. 1.04-1.05)
- Nahuel Pérez – Pedro José "Violent/Violeta" (odc. 1.05)
- Gonzalo Vivanco – Mauricio (odc. 1.05)
- Don Gellver de Currea – Sammy (odc. 1.05)
- Fernando Coral – transwestyta (odc. 1.05)

## Odcinki 1. serii
| Odcinek | Oryginalny tytuł                  | Data premiery w Ameryce Łacińskiej |
| ------- | --------------------------------- | ---------------------------------- |
| 1       | Un fantasma que resucita          | 18 marca 2012                      |
| 2       | Lanzándose al agua                | 25 marca 2012                      |
| 3       | Llorando sobre la leche derramada | 1 kwietnia 2012                    |
| 4       | La causa                          | 8 kwietnia 2012                    |
| 5       | Un cambio Violent                 | 15 kwietnia 2012                   |
| 6       | San Valentín ha muerto            | 22 kwietnia 2012                   |
| 7       | Madre no hay sino dos             | 29 kwietnia 2012                   |
| 8       | No lo tomes personal              | 6 maja 2012                        |
| 9       | Alguien muere la víspera          | 13 maja 2012                       |
| 10      | Apuestas de familia               | 20 maja 2012                       |
| 11      | ¡Hasta la vista, baby!            | 27 maja 2012                       |
| 12      | Pagando saldos                    | 3 czerwca 2012                     |
| 13      | Un final casi feliz               | 10 czerwca 2012                    |